# Logan, Kansas
Logan är en ort i Phillips County i delstaten Kansas. Orten har fått namn efter militären John A. Logan. Vid 2010 års folkräkning hade Logan 589 invånare.